# Hermann Winterhalter
Hermann Winterhalter (eredetileg Hermann Fidel Winterhalder) (Menzenschwand, Fekete-erdő, Badeni Nagyhercegség, 1808. szeptember 23. – Karlsruhe, Német Császárság, 1891. február 24.) német festőművész és litográfus, az akadémista stílus képviselője, Franz Xaver Winterhalter festőművész testvéröccse és művésztársa, a 19. század elismert portréfestője.

## Élete

### Származása
A fekete-erdei Menzenschwand faluban született (ma St. Blasien város része). Édesapja Fidelis Winterhalder iparos, gazdálkodó (1773–1863), édesanyja Eva Mayer (1765–1838) volt. Anyjának rokonanságából több tehetséges képzőművész és irodalmár került ki.
Hermann Fidel Winterhalder 1808-ban született kilenc gyermek közül legifjabbként. Testvérei közül csak négyen érték meg a felnőttkort. Hermann példaképe bátyja volt, a nála három évvel idősebb Franz Xaver (Xavier), aki kiemelkedő tehetségű festőművész lett. Családnevét kezdetben Hermann is d-vel írta, apjához és bátyjához hasonlóan.

### Tanulmányai
Tehetségét elemi iskolai tanítója vette észre. Édesapja úgy döntött, a gyermek lépjen idősebb bátyjának nyomdokába, tanuljon rajzolást és festést. Franz Xaver ekkor már a freiburgi Herder Művészeti Intézetben (Herdersches Kunstinstitut) tanult, ehhez az apa igen nagy anyagi erőfeszítéseket tett. Kisebbik fiát, Hermannt is beíratta a Herder Intézetbe, ahol négy éven át rajzolást, festést és litográfiát tanulhatott. A két fiú taníttatásának finanszírozására Fidelis Winterhalder még családjának menzenschwandi házát is elzálogosította. A freiburgi iskolát elvégezve Hermann litográfusként talált megélhetést. Később elvégezte a müncheni Királyi Művészeti Akadémiát, majd Rómába ment festői tanulmányútra.

### Bátyja mellett Párizsban

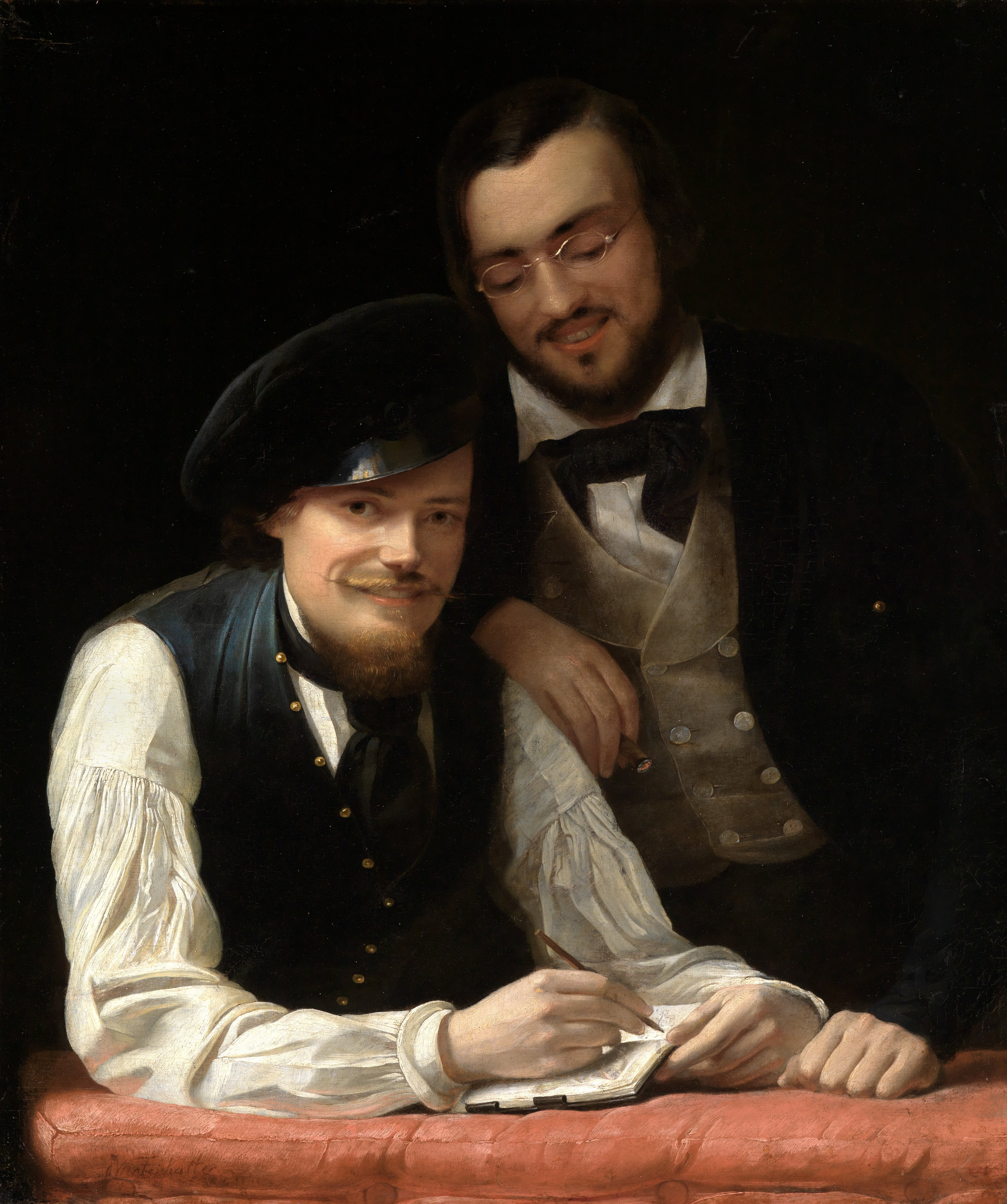
Franz Xaver önarcképe öccsével, 1840. (Balra önmaga, jobbra Hermann)

1840-ben Párizsba költözött, az ott dolgozó, és már hírnevet szerzett bátyjához, akinek „jól menő” műhelyében ő maga is előkelőségek arcképfestőjeként kezdett dolgozni. A két tehetséges festő fivér szorosan együtt dolgozott, nem rivalizáltak egymással. Az ifjabbik fivér besegített bátyjának az egyre sűrűbb megbízások teljesítésében, közreműködött Franz Xaver egyes festményeinek elkészítésében, a műhelyben dolgozó segédek és tanoncok irányításában. Az üzlet megkövetelte, hogy Franz Xaver Winterhalter, „a fejedelmek festője” sűrűn utazzon külföldre, megbízásokat szerezni és a társasági kapcsolatokat ápolni. Távollétében öccse, Hermann képviselte bátyját, látogatta a magas állású megbízókat, szerződéseket tárgyalt és kötött, szilárd támasza és segítője maradt bátyjának, Franz Xaver egész életpályáján.
Mindemellett Hermann Winterhalter önálló életet élt, saját stílusában önálló festői életművet is alkotott. Festményeivel maga is részt vett a Salon de Paris kiállításain, több vásznát jegyezték 1838 és 1841 között, 1847-ben és 1869-ban is. 1845-ben Viktória brit királynő tőle rendelte meg „Az Ártatlanság” (L’Innocence) tárgyú allegórikus képet, melyet imádott férjének, Albert hercegnek szánt születésnapi ajándékba. A festmény ma is a brit királyi család műgyűjteményében, a Royal Collection-ban található. 1846 és 1848 között többször is megfestette a gyermek Sarolta belga királyi hercegnő arcképét. (Ő később a tragikus sorsú Miksa osztrák főherceg felesége, Mexikó császárnéja lett).
Az 1850-es években Hermann számos kiváló művet készített, különösen kitűnt kis méretű, finom rajzú portréival. Nevezetes művei közé sorolják az aricciai kislány arcképét és mecénásának, Nicolas-Louis Planat de La Faye francia tábornoknak (1784–1864) portréját, melyet a Louvre-ban őriznek.
A porosz–francia háború és a Második Francia Császárság bukása utáni németellenes hangulatot érzékelve a Winterhalter fivérek úgy döntöttek, elhagyják Párizst és visszavonulnak Karlsruhéba. Franz Xaver 1873-ban egy Frankfurt am Main-i utazáskor tífuszban meghalt. Hermann 18 évvel élte túl bátyját, 1891-ben hunyt el.
- Cécile Charlotte Furtado(wd) (1821–1896), francia örökösnő
- Sarolta belga királyi hercegnő, 1847/48
- Nagyezsda Mihajlovna Miklasevszkaja, Mihail J. Szugyenko kormányzó felesége
- Olga Kantakuzen(wd) orosz hercegnő, Lorenzo Altieri római herceg férje
- A Châteaubourg kisasszonyok, 1850 k.

## Munkássága
A két Winterhalter fivér közös munkásságáról keveset tudunk. A két testvér emberi mentalitása, kézügyessége, festői stílusa, igen hasonló volt. Ezért – vagy ennek ellenére – egész életükben szorosan és eredményesen együtt tudtak dolgozni. Az idősebb Franz Xaver tehetséges vezető egyéniség volt, jó társasági ember, aki a főúri megbízók szinte kézről kézre adtak, vállalkozása sikert, hírnevet és nagy hasznot hozott. Öccse, Hermann önálló munkáival is megállta a helyét arcképfestőként, de folyamatosan bedolgozott nála sikeresebbé vált bátyjának is. Festői stílusuk és ecsetkezelési technikájuk olyan mértékig egyezett, hogy egy-egy Winterhalter mű esetén a mai kutatók sem mindig tudják biztonsággal eldönteni, hogy az teljes mértékben Franz Xaver, vagy részben Hermann munkája. Bruno Foucart (1938–2018) francia művészettörténész, a Sorbonne tanára, a Winterhalter fivérek munkásságának tudósa így írt róluk: „Keveset tudunk erről a németről [Franz Xaverről], aki után Európa minden fejedelmi udvara kapkodott. Alig tudjuk megkülönböztetni őt fivérétől, Hermanntól, aki árnyékként követte, és szorosan együttműködött vele az alkotásban.”

## Kapcsolódó információk
- Die Malerbrüder. Winterhalter in Menzenschwand (német nyelven). winterhalter-menzenschwand.de. (Hozzáférés: 2020. június 18.)
- The Winterhalter Catalogue. Research-in-Progress Catalogue Raisonné. Works by Hermann Winterhalter (1808-1891) (angol nyelven). franzxaverwinterhalter.wordpress.com. (Hozzáférés: 2020. június 18.)
- Otto Ernst Sutter (1909). „Franz Xaver Winterhalter. Mit sieben Photographien nach Gemälden und Stichen des Künstlers” (német nyelven). Reclams Universum 25 (1), 369–374. o.
- szerk.: Hubert Mayer: Die Künstlerfamilie Winterhalter. Ein Briefwechsel. (német nyelven). Karlsruhe: Braun (1998). ISBN 3-7650-8215-5
- Ulrich Thieme, Felix Beckerchapter.szerk.: Hans Vollmer: Winterhalter, Hermann, Allgemeines Lexikon der bildenden Künstler des XX. Jahrhunderts. Band 36: Wilhelmy–Zyzywi.. A. Seemann Verlag, 89. o. (1947)

## Kapcsolódó szócikk
- Franz Xaver Winterhalter